# Élections au Parlement valencien de 2003
Les élections au Parlement valencien de 2003 (en catalan : Eleccions a les Corts Valencianes de 2003, en espagnol : Elecciones a las Cortes Valencianas de 2003) se tiennent le dimanche 25 mai 2003, afin d'élire les 89 députés de la VIe législature du Parlement valencien pour un mandat de quatre ans.

## Mode de scrutin
Le Parlement valencien (Corts valencianes) est une assemblée parlementaire monocamérale constituée de 89 députés (diputats) élu pour une législature de quatre ans au suffrage universel direct selon les règles du scrutin proportionnel d'Hondt par l'ensemble des personnes résidant dans la communauté autonome où résidant momentanément à l'extérieur de celle-ci, si elles en font la demande.

### Convocation du scrutin
Conformément à l'article 12 du statut d'autonomie de la Communauté valencienne, le Parlement est élu pour un mandat de quatre ans et les élections se tiennent « le quatrième dimanche du mois de mai, tous les quatre ans, conformément aux dispositions de la loi organique relative au régime électoral général. » L'article 14 de loi électorale valencienne du 1er mars 1987 précise que les élections sont convoquées au moyen d'un décret du président de la Généralité valencienne, publié au Journal officiel, et que le scrutin se tient entre 54 et 60 jours à compter de la publication du décret.

### Nombre de députés par circonscription
Puisque l'article 12 du statut d'autonomie prévoit que « le Parlement valencien sera constitué d'un nombre de députés compris entre 75 et 100 », l'article 11 de la loi électorale indique que le nombre de parlementaires est fixé à 89 et attribue à chaque circonscription 20 sièges d'office, les 29 mandats restant étant distribués en fonction de la population provinciale. L'article 10 énonce effectivement que « lors des élections au Parlement valencien, chaque province formera une circonscription électorale. ».
Le décret de convocation des élections, publié le 1er avril 2003, dispose que la circonscription d'Alicante se voit attribuer 30 députés, la circonscription de Castellón 23 députés et la circonscription de Valence 36 députés.

### Présentation des candidatures
Peuvent présenter des candidatures, : 
- les partis et fédérations de partis inscrits auprès des autorités ;
- les coalitions de partis et/ou fédérations inscrites auprès de la commission électorale au plus tard dix jours après la convocation du scrutin ;
- les groupes d'électeurs bénéficiant du parrainage d'au moins 1 % des électeurs de la circonscription.

### Répartition des sièges
Seules les listes ayant recueilli au moins 5 % des suffrages valides dans l'ensemble de la communauté autonome peuvent participer à la répartition des sièges à pourvoir dans une circonscription, qui s'organise en suivant différentes étapes : 
- les listes sont classées en une colonne par ordre décroissant du nombre de suffrages obtenus ;
- les suffrages de chaque liste sont divisés par 1, 2, 3... jusqu'au nombre de députés à élire afin de former un tableau ;
- les mandats sont attribués selon l'ordre décroissant des quotients ainsi obtenus[8].

## Campagne

### Principales forces politiques
| Force politique | Force politique                                                                         | Force politique | Chef de file     | Idéologie                                                                     | Résultats en 1999          |
| --------------- | --------------------------------------------------------------------------------------- | --------------- | ---------------- | ----------------------------------------------------------------------------- | -------------------------- |
|                 | Parti populaire Partit Popular                                                          | PP              | Francisco Camps  | Centre droit à droite Libéral-conservatisme, démocratie chrétienne, unionisme | 48,6 % des voix 49 députés |
|                 | Parti socialiste ouvrier espagnol Partit Socialista Obrer Espanyol                      | PSOE            | Joan Ignasi Pla  | Centre gauche Social-démocratie, progressisme, valencianisme                  | 34,5 % des voix 35 députés |
|                 | Gauche unie - L'Accord (ca) Esquerra Unida - L'Entesa                                   | L'ENTESA        | Joan Ribó        | Gauche radicale Écosocialisme, républicanisme, valencianisme                  | Séparés 5 députés          |
|                 | Bloc nationaliste valencien-Gauche verte (ca) Bloc Nacionalista Valencià-Esquerra Verda | BLOC-EV         | Pere Mayor       | Gauche Socialisme, écologisme, valencianisme                                  | Séparés 0 député           |
|                 | Union valencienne Unió Valenciana                                                       | UV              | Valero Eustaquio | Droite Conservatisme, blavérisme, valencianisme                               | 4,8 % des voix 0 député    |

## Résultat

### Total régional
| Représentation en hémicycle sur un axe gauche-droite du résultat. |                                                         |           |       |      |        |               |  |  |
| Partis                                                            | Partis                                                  | Voix      | %     | +/-  | Sièges | +/-           |  |  |
|                                                                   | Parti populaire (PP)                                    | 1 146 780 | 47,90 | 0,73 | 48     | 1             |  |  |
|                                                                   | Parti socialiste ouvrier espagnol (PSOE)                | 874 288   | 36,52 | 2,07 | 35     | en stagnation |  |  |
|                                                                   | Gauche unie - L'Accord (L'ENTESA) (ca)                  | 154 494   | 6,45  | Nv   | 6      | 1             |  |  |
|                                                                   | Bloc nationaliste valencien-Gauche verte (ca) (BLOC-EV) | 114 122   | 4,77  | 0,17 | 0      | en stagnation |  |  |
|                                                                   | Union valencienne (UV)                                  | 72 594    | 3,03  | 1,73 | 0      | en stagnation |  |  |
|                                                                   | Autres                                                  | 31 872    | 1,33  | –    | 0      | en stagnation |  |  |
|                                                                   |                                                         |           |       |      |        |               |  |  |
| Votes valides                                                     | Votes valides                                           | 2 394 150 | 97,81 |      |        |               |  |  |
| Votes blancs                                                      | Votes blancs                                            | 37 812    | 1,54  |      |        |               |  |  |
| Votes nuls                                                        | Votes nuls                                              | 15 826    | 0,65  |      |        |               |  |  |
| Total                                                             | Total                                                   | 2 447 788 | 100   | –    | 89     | en stagnation |  |  |
| Abstentions                                                       | Abstentions                                             | 975 310   | 28,49 |      |        |               |  |  |
| Inscrits / Participation                                          | Inscrits / Participation                                | 3 423 098 | 71,51 |      |        |               |  |  |

### Par circonscription
|             |               |           |           |        |               |         |         |        |               |           |           |        |               |  |  |  |  |
| Sièges      | Sièges        | 30        | 30        | 30     | en stagnation | 23      | 23      | 23     | 1             | 36        | 36        | 36     | 1             |  |  |  |  |
|             |               |           |           |        |               |         |         |        |               |           |           |        |               |  |  |  |  |
|             |               | Nombre    | Nombre    | %      | %             | Nombre  | Nombre  | %      | %             | Nombre    | Nombre    | %      | %             |  |  |  |  |
| Inscrits    | Inscrits      | 1 145 940 | 1 145 940 | 100,00 | 100,00        | 400 471 | 400 471 | 100,00 | 100,00        | 1 876 687 | 1 876 687 | 100,00 | 100,00        |  |  |  |  |
| Abstentions | Abstentions   | 346 896   | 346 896   | 30,27  | 30,27         | 109 077 | 109 077 | 27,24  | 27,24         | 519 337   | 519 337   | 27,67  | 27,67         |  |  |  |  |
| Votants     | Votants       | 799 044   | 799 044   | 69,73  | 69,73         | 291 394 | 291 394 | 72,76  | 72,76         | 1 357 350 | 1 357 350 | 72,33  | 72,33         |  |  |  |  |
| Nuls        | Nuls          | 5 551     | 5 551     | 0,69   | 0,69          | 2 450   | 2 450   | 0,84   | 0,84          | 7 825     | 7 825     | 0,58   | 0,58          |  |  |  |  |
| Blancs      | Blancs        | 12 638    | 12 638    | 1,58   | 1,58          | 4 920   | 4 920   | 1,69   | 1,69          | 20 254    | 20 254    | 1,49   | 1,49          |  |  |  |  |
| Exprimés    | Exprimés      | 780 855   | 780 855   | 97,73  | 97,73         | 284 024 | 284 024 | 97,47  | 97,47         | 1 329 271 | 1 329 271 | 97,93  | 97,93         |  |  |  |  |
|             |               |           |           |        |               |         |         |        |               |           |           |        |               |  |  |  |  |
| Partis      | Partis        | Voix      | %         | Sièges | +/-           | Voix    | %       | Sièges | +/-           | Voix      | %         | Sièges | +/-           |  |  |  |  |
|             | PP            | 383 409   | 49,10     | 16     | en stagnation | 139 118 | 48,98   | 13     | 1             | 624 253   | 46,96     | 19     | 2             |  |  |  |  |
|             | PSOE          | 295 084   | 37,79     | 12     | en stagnation | 105 447 | 37,13   | 9      | en stagnation | 473 757   | 35,64     | 14     | en stagnation |  |  |  |  |
|             | L'ENTESA (ca) | 46 831    | 6,00      | 2      | en stagnation | 12 707  | 4,47    | 1      | en stagnation | 94 956    | 7,14      | 3      | 1             |  |  |  |  |
|             | BLOC-EV (ca)  | 30 865    | 3,95      | 0      | en stagnation | 16 864  | 5,94    | 0      | en stagnation | 66 393    | 4,99      | 0      | en stagnation |  |  |  |  |
|             | UV            | 14 089    | 1,80      | 0      | en stagnation | 5 843   | 2,06    | 0      | en stagnation | 52 662    | 3,96      | 0      | en stagnation |  |  |  |  |
|             | Autres        | 10 577    | 1,35      |        |               | 4 045   | 1,42    |        |               | 17 250    | 1,30      |        |               |  |  |  |  |